# Matthew Bingley
Matthew Bingley (Sydney,16 de agosto de 1971) é um ex-jogador de futebol australiano. Podia jogar no meio-campo ou na defesa. Ele jogou mais de 300 jogos em quase 20 anos no mais alto nível do futebol na Austrália. Bingley também fez 14 aparições para a seleção australiana, marcando cinco gols.

## Carreira internacional
Bingley representou a Austrália em todos os níveis da juventude, começando em 1987, quando foi selecionado no time de menos de 16 anos para disputar o Campeonato Mundial Sub-16 da FIFA no Canadá. Apesar de não ter tido destaque durante o torneio, onde a Austrália conseguiu superar seu grupo e chegar às quartas-de-final,  no ano seguinte, ele representou a Austrália na equipe escolar. Três anos depois, Bingley foi selecionado no time australiano de menores de 20 anos para o Campeonato Mundial de Juventude da FIFA 1991 em Portugal. A Austrália superou o grupo e terminou em quarto lugar, perdendo para os anfitriões nas semi-finais.[carece de fontes?]
Em junho de 1993, Bingley fez sua estréia no time da seleção nacional durante a turnê do clube italiano AC Milan na Austrália. Bingley jogou um total de 135 minutos nas partidas que resultaram em derrotas de 0-2 e 0-1. No final do ano, ele conseguiu o seu terceiro bônus internacional (e primeira classe A), jogando a segunda metade da derrota australiana 0-1 ante a Coréia do Sul em Seul no início da final da australiana da Copa do Mundo da FIFA 1994 com a Argentina. Demorou até o final de 1995 para que Bingley se tornasse um jogador mais regular no time australiano, e ele jogou duas partidas contra a Nova Zelândia na Copa das Nações da Oceania de 1996 , seguido de duas partidas amistosas contra o Japão em fevereiro de 1996. Após os jogos do Japão, jogou no Lakeside Oval em Melbourne.[carece de fontes?]
Bingley marcou seu primeiro gol internacional apenas sete minutos depois de substituir o capitão Paul Wade, para participar de uma vitória da Austrália por 3 a 0. Depois de jogar na segunda etapa da ONC[carece de fontes?] de 1996, Bingley adicionou dois gols a mais ao seu recorde internacional em dois jogos consecutivos contra a Nova Zelândia e a Coreia do Sul em janeiro de 1997. 
Um jogo contra a Noruega forneceu o 11º capô internacional de Bingley. Ele jogou mais dois jogos durante a tentativa de qualificação da  Austrália para a Copa do Mundo de futebol em 1998. Marcando uma vez na vitória da Austrália por 5-0 sobre o Taiti, Bingley foi novamente convocado para o amistoso em outubro e acrescentou seu 5º gol internacional, enquanto a Austrália derrotou a Tunísia por 3 a 0. Suas duas últimas partidas pela Austrália vieram na Copa Intercontinental  para as Nações de 1997, chegando como um substituto no empate 0-0 contra o Brasil nas fases do grupo e na derrota da Austrália em 6-0 na final do torneio, também contra o Brasil.[carece de fontes?]

## Títulos
Austrália
- Copa das Nações da OFC: 1996
- Copa das Confederações: Vice - 1997